# Csilla Bátorfi
Csilla Bátorfi (née le 3 mars 1969 à Szombathely) est une pongiste hongroise.
Elle a participé cinq fois consécutivement aux épreuves de tennis de table aux Jeux olympiques entre 1988 et 2004.
Elle a remporté plusieurs titres lors des championnats d'Europe dont le titre en simple en 1986, et à trois reprises le top-12 européen.
Elle a été désignée sportive hongroise de l'année en 1986.